# L’Union
Union – miejscowość i gmina we Francji, w regionie Oksytania, w departamencie Górna Garonna.
Według danych na rok 1990 gminę zamieszkiwało 11 751 osób, a gęstość zaludnienia wynosiła 1736 osób/km² (wśród 3020 gmin regionu Midi-Pireneje Union plasuje się na 20. miejscu pod względem liczby ludności, natomiast pod względem powierzchni na miejscu 1344.).

## Zabytki

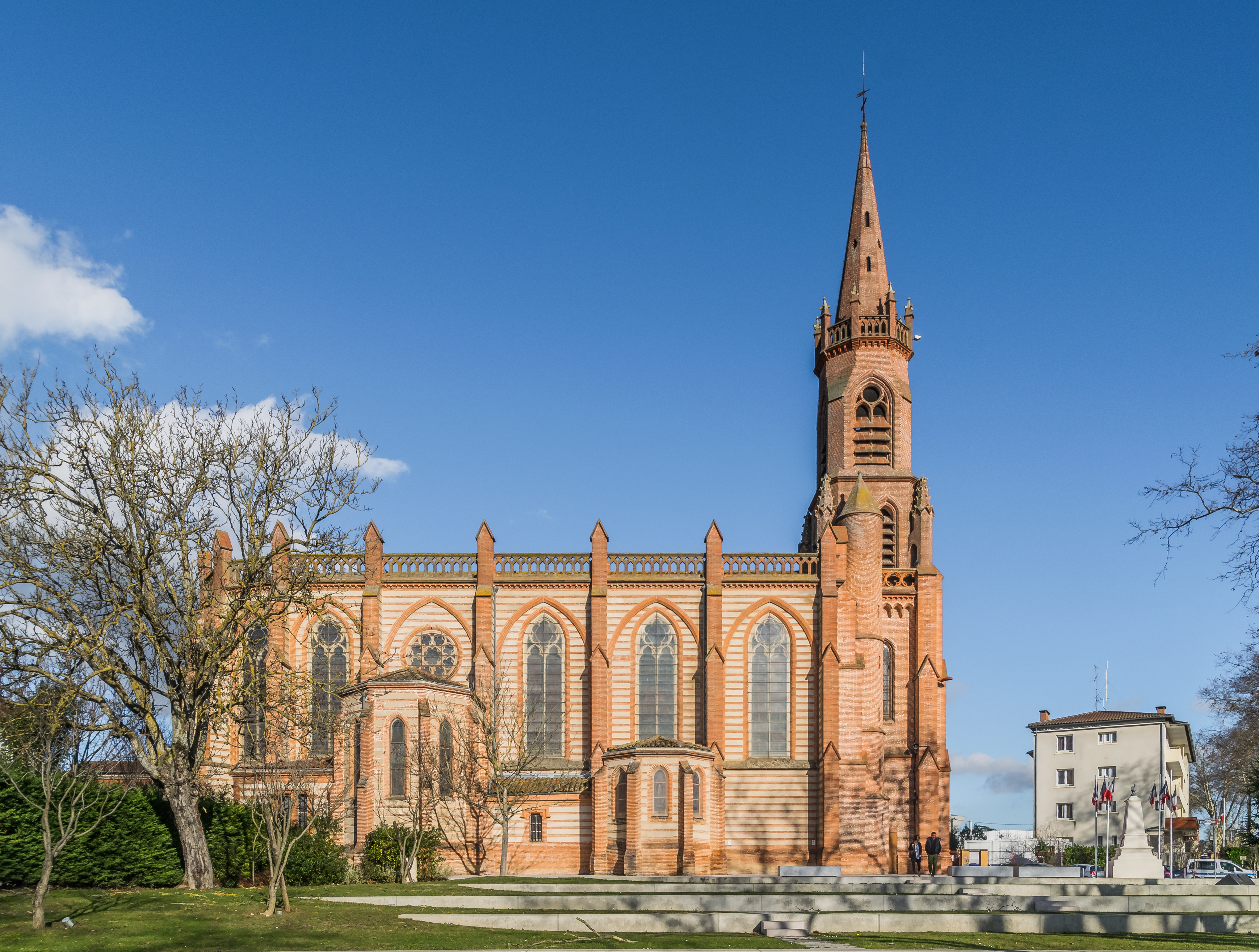
Kościół.
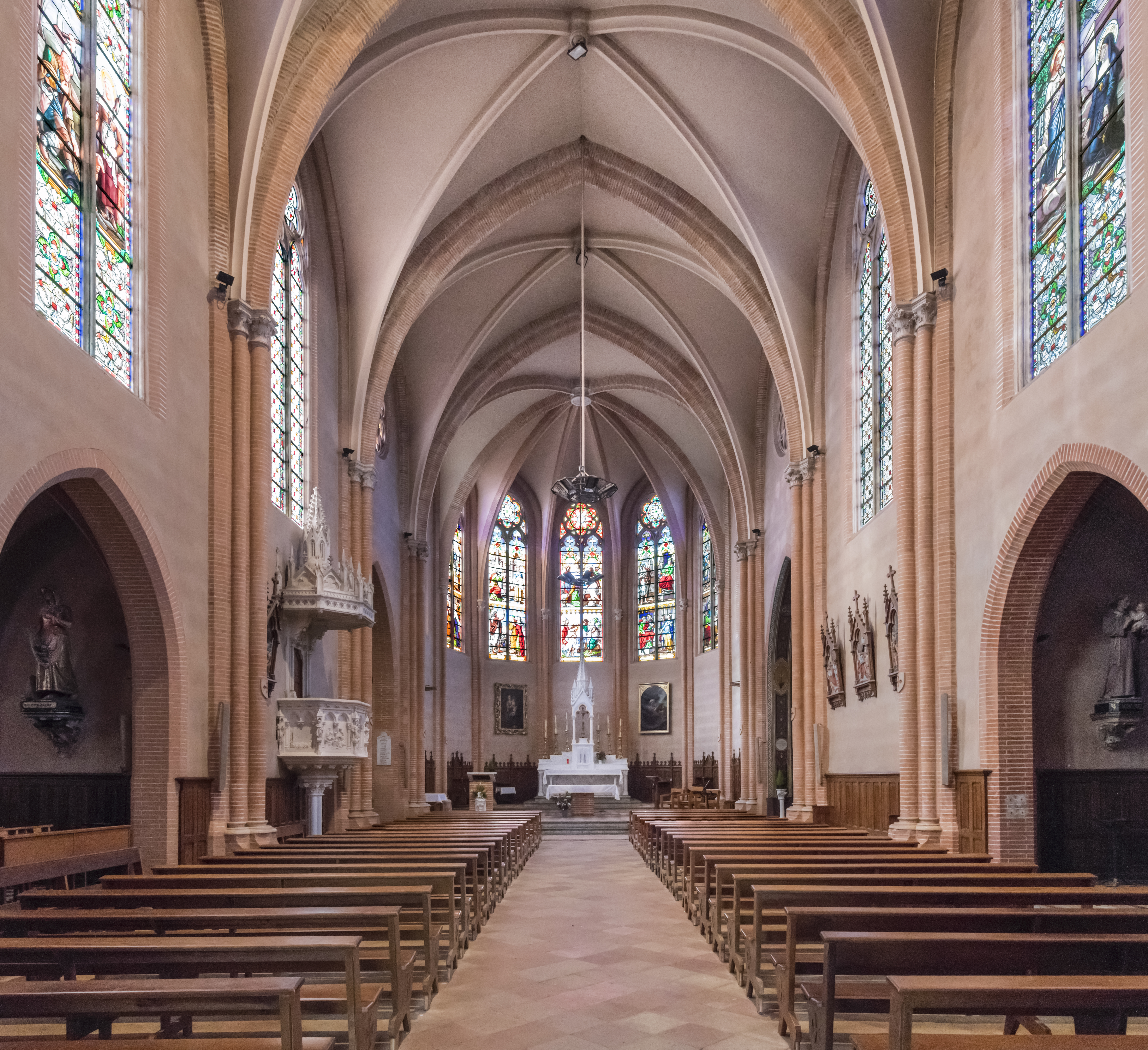
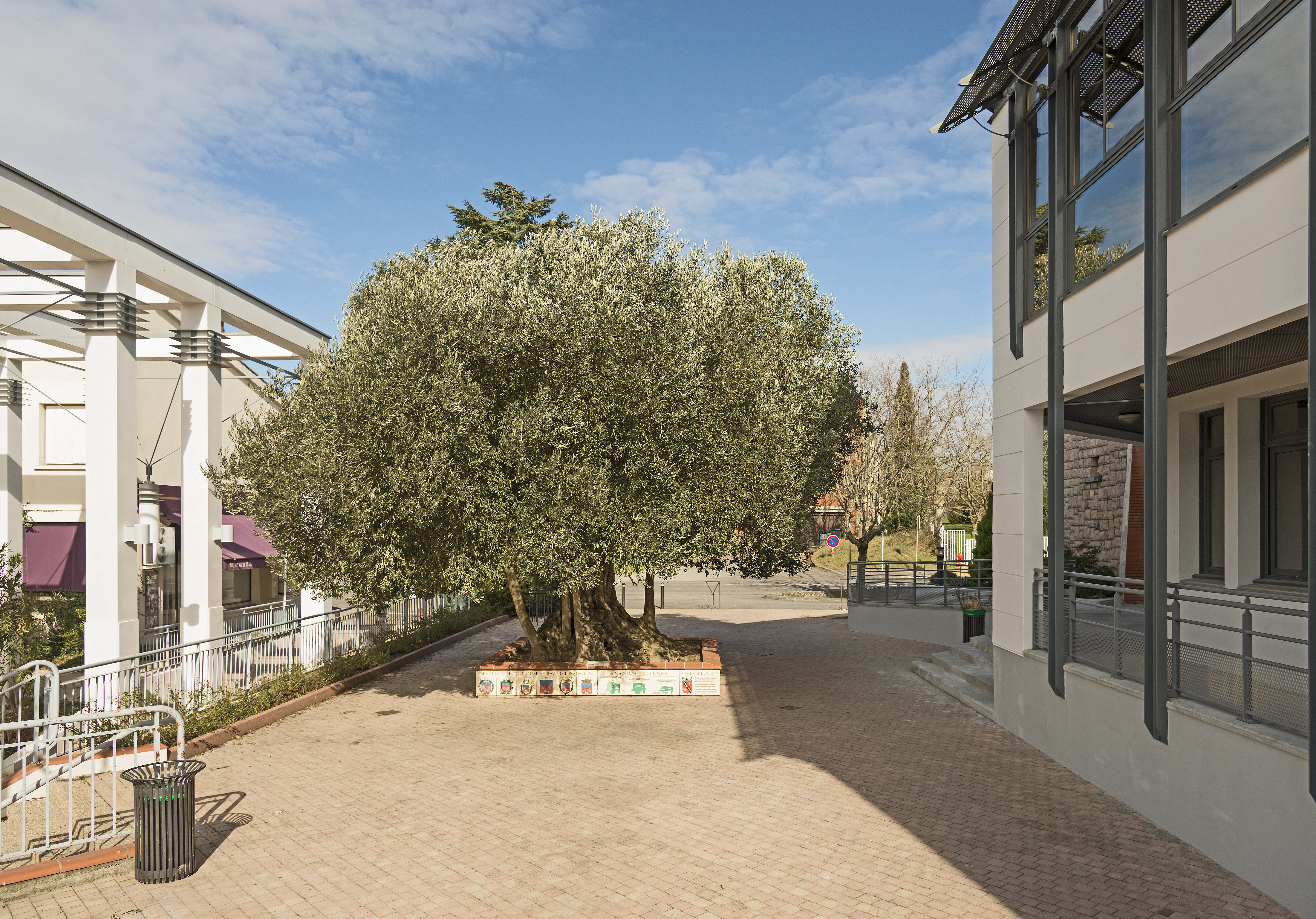
Oliwka tysiąclecia.